# Roca de la Galera
La Roca de la Galera és una muntanya de 228 metres que es troba al municipi de Llardecans, a la comarca catalana del Segrià.